# Iván Nogales
Ivan Nogales Bazan (La Paz, Bolivia; 13 de noviembre de 1963 - La Paz, Bolivia; 21 de marzo de 2019) fue un destacado actor, director de teatro y gestor cultural boliviano, conocido por la promoción de las artes escénicas entre jóvenes y por haber fundado la Compañía de Teatro Trono..

## Biografía
Iván Nogales nació el 13 de noviembre de 1963 en la ciudad de La Paz. Fue hijo de Indalecio Nogales quien fuera parte de la guerrilla de Teoponte.
Desarrolló su trabajo en la ciudad de El Alto, donde fundó en Teatro Trono con un grupo de niños en situación de calle, posteriormente Teatro Trono fue convertido en la Fundación Compa, Comunidad de Productores de Arte, una apuesta por el teatro comunitario, popular y autogestionado.
Nogales estableció Teatro Trono en un ambiente donde compartían vivienda y experiencias varios jóvenes, el lugar fue establecido en Ciudad Satélite, al Sur de la ciudad de El Alto.

## Obra
Junto a Teatro Trono creó una decena de obras de teatros propias , así como varias adaptaciones de autores conocidos. Teatro Trono realizó giras por Bolivia, Argentina, Estados Unidos, Holanda, Dinamarca, Alemania, Francia, España y otros países.

### Descolonización del cuerpo
Desarrolló una metodología artística junto a teatro Trono, metodología denominada Descolonización del cuerpo, esta propuesta artística pedagógica propone reconectar la cabeza y la parte racional del ser humano con el resto del cuerpo a través de la creación y el arte, Nogales afirmaba que como producto de la colonización  los latinoamericanos vivían con nudos que impedían realizar su actividad creadora con plenitud.
Nogales soñó y vio el nacimiento de un Pueblo de Creadores, resultado de la propuesta  ética, estética, política, filosófica y  educativa que suponía la Descolonización del cuerpo.
Nogales falleció el 21 de marzo de 2019, a causa de un paro cardiaco, personalidades relacionadas con las actividades culturales en Bolivia expresaron su pesar, de la misma manera lo hicieron autoridades de gobierno, incluido el Presidente de Bolivia Evo Morales Ayma. Su cuerpo fue acompañado durante el velorio por sus compañeros quienes junto a él habían programado y preparado los eventos relacionados al festejo de los 30 años del Teatro Trono. Fue enterrado en el Cementerio de Ventilla en El Alto.